# Pomnik Katyński w Warszawie
Pomnik Katyński w Warszawie (niekiedy również Kamień Katyński) – pomnik upamiętniający ofiary zbrodni katyńskiej zaprojektowany przez artystę rzeźbiarza Andrzeja Renesa, położony w Warszawie przy ul. Podwale w rejonie placu Zamkowego (do 2012 roku na rogu ul. Senatorskiej i placu Zamkowego), odsłonięty w pierwotnej lokalizacji 6 maja 1998 roku, a w nowej lokalizacji 13 kwietnia 2012 roku.

## Forma pomnika
Pomnik ma formę kamienia pamiątkowego z metalową tablicą z napisem KATYŃ oraz inskrypcją:

Pamięci Oficerów Wojska Polskiego zamordowanych przez komunistyczny totalitaryzm sowiecki na całym obszarze Imperium Zła po 17 września 1939 roku.

Metalową tablicę umocowano na głazie narzutowym przekazanym przez przyjaciół płk. Ryszarda Kuklińskiego: Leona i Romana Barszczów.

## Historia i uroczystości
Pomnik powstał z inicjatywy płk. Ryszarda Kuklińskiego oraz dziennikarzy polonijnych Krystyny Skoczylas, Andrzeja Czumy, Józefa Szaniawskiego i Marka Kulisiewicza. 15 sierpnia 1997 roku przeprowadzili oni w Związku Klubów Polskich w Chicago aukcję fotografii płk. Kuklińskiego, zbierając środki na budowę pomnika katyńskiego w Warszawie. W budowie pomnika uczestniczyli bracia Arkadiusz, Sławomir i Stefan Melak. W czasie uroczystości odsłonięcia, która odbyła się 6 maja 1998 roku, okolicznościowe przemówienie wygłosił płk Ryszard Kukliński. Ministerstwo Obrony Narodowej nie wydelegowało na uroczystość odsłonięcia asysty wojskowej i w ceremonii uczestniczyła kompania reprezentacyjna i orkiestra Szkoły Głównej Służby Pożarniczej.
W 2010 roku, po katastrofie polskiego Tu-154 w Smoleńsku, pomnik stał się jednym z miejsc na terenie stolicy, gdzie zaczęto upamiętniać ofiary katastrofy.
W 2011 roku skwer, na którym stał pomnik, został odzyskany przez prywatnych właścicieli, a nabywca tego terenu wyraził oczekiwanie, że pomnik zostanie usunięty do dnia 28 lutego 2012 roku. Pojawiły się różne koncepcje nowej lokalizacji pomnika, a decyzja o jego przeniesieniu wywołała kontrowersje.
Ostatecznie postanowiono przenieść pomnik na przeciwną stronę ul. Podwale, w pobliżu dawnego miejsca w rejonie placu Zamkowego. Uroczystość ponownego odsłonięcia odbyła się 13 kwietnia 2012 roku; w ceremonii wzięła udział asysta wojskowa. Odsłonięcia pomnika dokonali prezydent Warszawy Hanna Gronkiewicz-Waltz, Andrzej Melak, przewodniczący Komitetu Katyńskiego, i Józef Szaniawski, a ceremonii poświęcenia dokonał metropolita warszawski ks. kardynał Kazimierz Nycz.